# Vương tộc Bernadotte
Vương tộc Bernadotte là triều đại trị vì Thụy Điển kể từ khi thành lập vào năm 1818 cho đến nay. Đây cũng là vương tộc trị vì Na Uy từ năm 1818 đến năm 1905. Người sáng lập ra nó chính là Charles XIV John của Thụy Điển, ông vốn sinh ra ở Pau, Pyrénées-Atlantiques, miền Nam nước Pháp với tên Jean Bernadotte. 
Bernadotte, người đã được phong làm Đại tướng và Bộ trưởng Bộ Chiến tranh vì đã phục vụ Quân đội Pháp trong Cách mạng Pháp, và là Thống chế của Đệ Nhất Đế chế Pháp và được phong tước Thân vương xứ Ponte Corvo dưới thời Hoàng đế Napoleon. Ông được Vua Karl XIII của Thụy Điển nhận làm con nuôi và thừa kế ngai vàng, vì bản thân nhà vua không có người thừa kế nào khác và chi nhánh Holstein-Gottorp của Nhà Oldenburg do đó đã sớm bị tuyệt tự. 

## Lịch sử của Hoàng tộc
Sau khi quân đội Thụy Điển bại trận và bị mất Phần Lan vào tay Nga năm 1809, một cuộc đảo chính ở cung đình đã lật đổ nhà vua đang trị vì là Gustav IV Adolf và đưa người chú già nua 61 tuổi của ông ta, Karl XIII lên ngai vàng. Tuy nhiên, vị vua mới này đã quá già và không có con nối dõi nên vấn đề thừa kế ngôi vua Thụy Điển được đặt ra. Năm 1810, Nghị viện Thụy Điển bầu Christian Augustus lên làm người thừa kế ngai vàng, nhưng ông này đã qua đời ít lâu sau đó.
Lúc này, Hoàng đế Napoléon I của Đệ Nhất Đế chế Pháp đang kiểm soát toàn châu Âu và việc đưa bất cứ một "vua chư hầu" nào lên ngôi cũng phải cho Napoleon phê duyệt mới được chấp thuận. Vào ngày 21/8/1810, Nghị viện Thụy Điển bầu Nguyên soái Jean-Baptiste Bernadotte, là người thừa kế ngai vàng Thụy Điển.
Jean-Baptiste Bernadotte, tướng Pháp, sinh ra tại thị trấn Pau miền tây nam nước Pháp. Thời cách mạng Pháp, ông được Napoleon phong làm tướng. Năm 1804, Bernadotte được phong làm Thống chế, cùng tước hiệu "Thân vương xứ Pontecorvo".
Nhà vua Karl XIII quá già không còn khả năng cai trị, Bernadotte lên làm Nhiếp chính Thụy Điển. Năm 1813, ông đoạn tuyệt với Napoleon và dẫn Thụy Điển vào một liên minh chống Napoleon. Khi Na Uy đã được các nước tham chiến chống Napoleon trao cho Thụy Điển bởi Hiệp ước Kiel, Na Uy chống lại và tuyên bố độc lập, gây ra một cuộc chiến ngắn ngủi giữa Thụy Điển và Na Uy. Cuộc chiến kết thúc khi Bernadotte thuyết phục Na Uy để tham gia vào một liên minh giữa Na Uy với Thụy Điển. Na Uy mặc dù vẫn độc lập, nhưng có chung một nhà vua với Thụy Điển và bị phụ thuộc vào nước này trong phương diện đối ngoại. Bernadotte cai trị Thuỵ Điển với vương hiệu là Karl XIV Johan và cai trị Na Uy với vương hiệu Karl III John từ ngày 05 Tháng Hai năm 1818 cho đến khi qua đời vào ngày 08 tháng 3 năm 1844.
Liên minh cá nhân Na Uy - Thụy Điển chấm dứt năm 1905, khi vua Haakon VII là cháu trai của vua Karl XV được bầu làm vua Na Uy độc lập.